# Sven Schultze
Sven Schultze (nacido el 11 de julio de 1978 (46 años) en Bamberg, Alemania)  es un jugador de baloncesto alemán. Con 2.08 de estatura, juega en la posición de ala-pívot.

## Equipos
- 1995-1998 Brose Bamberg
- 1998-2002 ALBA Berlín
- 2002-2005 Bayer Leverkusen
- 2005-2007 Olimpia Milano
- 2007-2008 Pallalcesto Udine
- 2008-2009 Olympia Larissa
- 2008-2009 Casale Monferrato
- 2009-2010 Pallacanestro Biella
- 2009-2010 Basket Club Ferrara
- 2010-2014 ALBA Berlín
- 2014-2015 Eisbären Bremerhaven